# باسم (مجلة)
مجلة باسم هي مجلة أطفال سعودية شهرية ترفيهية. كانت تصدر بشكل أسبوعي كل يوم ثلاثاء حتى العدد 1116 الصادر في 20 ربيع الثاني 1430 هـ، استمرت بعدها في الصدور بشكل شهري حتى العدد 1182 الصادر في رمضان 1435 هـ، ثم توقفت عن الصدور.واصبح لها تطبيق اسمه (كوميكاتي).

## البداية
مجلة للأطفال صادرة عن الشركة السعودية للصحافة والنشر منذ 22 محرم، 1408 هـ الموافق 15 سبتمبر1987. صدر منها أكثر من 1000 عدد حتى الآن، وتعتبر من أولى المجلات السعودية الموجهة للأطفال.

## نبذة
تصدر مجلة باسم عن الشركة السعودية للأبحاث والنشر بجدة، وهي المؤسسة التي تصدر جريدة الشرق الأوسط، و«المجلة» و«سيدتي» أسس المجلة هشام ومحمد علي حافظ عام 1987م، تولى الإشراف على التحرير مؤنس زهيري في السنوات الأولى، قبل أن تتوقف في منتصف التسعينيات، ثم عاودت الصدور عام  2000م من المؤسسة نفسها، مسؤول التحرير هاشم أبو السعود أسعد، والمسؤول الحقيقي هو الكاتب السعودي فرج الظفيري، سكرتير تحرير المجلة المدير العام فهد عبد الله الطياش، شعار المجلة في الترويسة مجلة الجيل العربي الجديد، وهناك مقدمة قصيدة موقعة باسم «باسم» يعلق فيها مسؤول التحرير على رسالة أحد القراء بعنوان في البداية.
تحوي المجلة فهرساً مختصراً من أبرز المواد في العدد، وهناك إشارة إلى أن كل المواد التحريرية المكتوبة للمجلة والمنشورة هي ملك خاص للشركة ولا يجوز استخدامها بواسطة أي شخص آخر، قطع المجلة 22×30سم، توجه المجلة إلى أعمار مختلفة من 6 إلى 16 سنة.
اعتمدت المجلة في سنوات صدورها الأولى على نشر مواد عالمية مترجمة إلى اللغة العربية مع نشر مواد عربية من تأليف كتاب عرب، منهم غنيم عبده، ونبيل فاروق، وأحمد خالد توفيق، ورسوم فواز، ومحمد أبو طالب، ليست هناك شخصيات رئيسية على عمر المجلة وهي تعتمد على مساحات الكتاب، خاصة في إصدارها الثاني، لكن المجلة تعتمد على القصص الكرتونية التي يكتب أغلب صفحاتها فرج الظفيري، كما يكتب لها أيضاً عبد الرحمن أبو بكر، ومحمود قاسم، وعبد الله الدغيم، وعامر الشمري، وأحمد بحور، ومجدي محمد،  ومصطفى غنيم، ومن الرسامين نسيم الذي يكتب أيضاً سيناريوهات، وعبد الرحمن بكر، وهدي المرشدي، وياسر نصر، ومصطفى بكر، وممدوح طلعت وبرشومي، عدد صفحات الكرتون تصل إلى 10 صفحات من بين 22 صفحة ملونة.
تعتمد المجلة على التسالي والمسابقات وأيضاً الكاريكاتير. من أبوابها الثابتة:
- نادي الأصدقاء: والذي يعتمد على مشاركات الأطفال في الكتابة، أغلبهم من داخل المملكة العربية السعودية

- النادي الرياضي

- رحاب الإيمان: يعده عامر الشمري، تتعدد فيه الفقرات التي تهدف إلى إرساء الإيمان في قلب القارئ.

- استراحة: وتحوي عدداً من التسالي مثل: كم العدد، الكلمة الضائعة، والفوارق، والظل المناسب، والطريق الصحيح، ورتب الصورة، وهذا الباب يخصص له عادة 4 صفحات، وهناك مسابقات في الرسم مرتبطة بالإعلان.

تنشر المجلة القصص القصيرة والإعلانات التحريرية، وأيضاً تعتمد على مد القارئ بالمعرفة المبسطة في باب نوافذ المعرفة الذي يعده مصطفى عنيم، وأيضاً على المعرفة الرياضية في باب النادي الرياضي الذي يعده إبراهيم السويدي
تنشر المجلة صور الأطفال في صفحة ستيديو الأصدقاء، وأغلب الأطفال من السعودية، كما تنتشر رسومات الأطفال في باب الرسامون الصغار، ومثلما هناك مقدمة قصيرة في بداية الأعداد هناك كلمة في الختام، موقعة بعدد الكلمات نفسها باسم «باسم»
ليست للمجلة ملاحق، وسعر المجلة في مصر 150 قرشاً ثم وصل لجنيهين في عام 2004م، هناك إعلانات داخل المجلة وعلى الغلاف وليست على المجلة سوى إشارات بسيطة لما يمكن أن يتضمنه العدد.

## شخصياتها المصورة
صدرت المجلة العديد من الشخصيات في شكل قصص مصورة، كان أشهرها:
- باسم.
- سعدان.
- جبلي وبارود.
- كهف ومغارة.
- تووتة.
- نوارة.
- ريم وريما وديما.
- لصوص شرفاء.
- صقور الفضاء.
- مدينة الأذكياء.

## وصلات خارجية
موقع مجلة باسم الرسمي